# Mjölkö

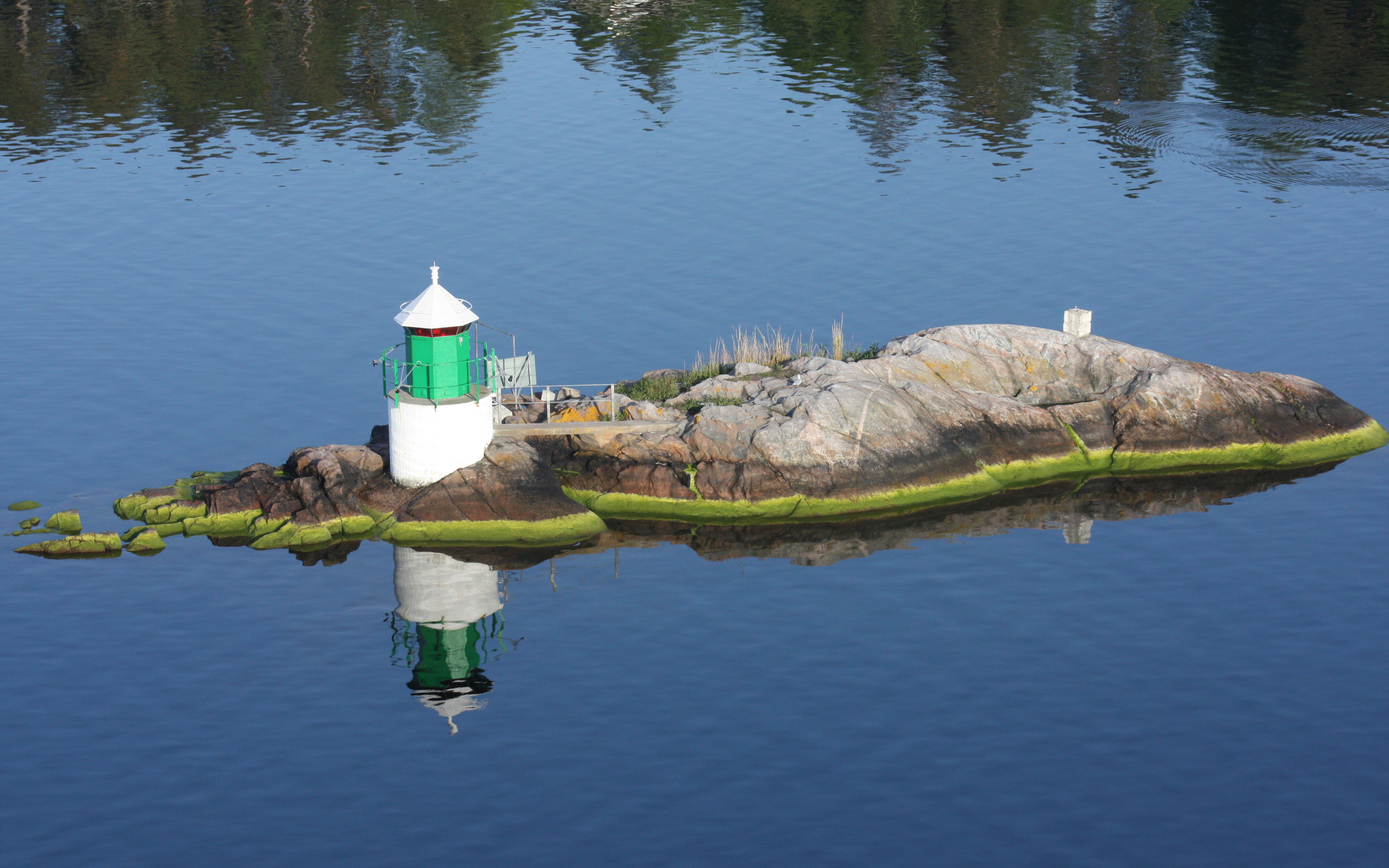
Mjölköns fyr.

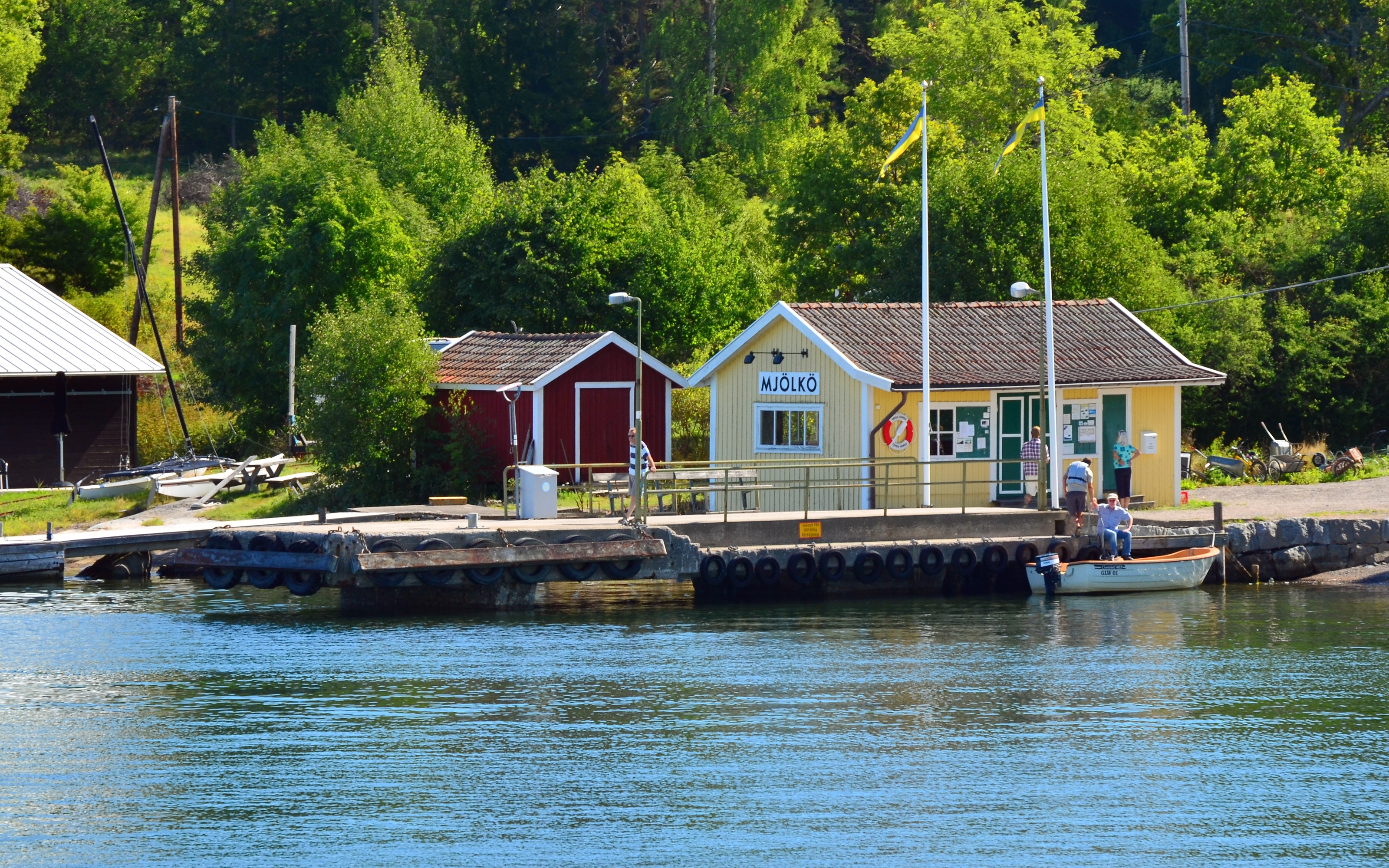
Mjölkö brygga.

Mjölkö är en ö i Österåkers kommun ca 3 kilometer öster om Åkersberga. Ön består av 150 fastigheter varav 140 är bebyggda och under 2000-talet har antalet bofasta invånare varit ett fåtal, vintern 2020 9 personer. Mjölkö samfällighetsförening förvaltar cirka 10 km grusvägar, ett flertal bryggor, en "stamtomt" samt vattenområden runt ön. Föreningen arrangerar också midsommarfirande och andra sociala aktiviteter. Ön trafikeras av Waxholmsbolaget.

## Geografi
Mjölkö ligger i Stockholms innerskärgård, norr om Vaxholm, väst om Grinda och precis där Trälhavet möter Västra Saxarfjärden. Väst om Mjölkö går farleden Lerviksleden.
Närmaste orter på fastlandet är Flaxenvik och Skärgårdsstad (0,5–1 km). Grannöar är i norr Ekholmen och Ekören och i söder Stora Älgö. Därtill ligger kobbarna Hästvilan, Bordgrundet och Mjölkö fyr i direkt närhet till ön. Mellan Mjölkö och Stora Älgö ligger en icke namngiven kobbe, vilken man med djupgående fritidsbåt kan passera både söder och norr om, men där norra sidan uppfattas som bredast.

## Övrigt
År 2013 lanserade inredningsföretaget Svenskt Tenn ett samarbete med londonbaserade designern Michael Anastassiades. Han formgav tre bord inspirerade av Josef Franks klassiska soffbord, med former av tre öar i Stockholms skärgård: Resarö, Lidingö och Mjölkö.
Tv-serien Timells Skärgårdskök är inspelad på Mjölkö.

## Mjölköbor, urval
- Martin Timell, snickare och programledare.[5][6]
- Benny Andersson, Abba.[7]
- Natalie Björk, skådespelerska med debutfilm Alla Älskar Alice.
- Gert Karnberger, företagsledare, bland annat tidigare VD för Clas Ohlson.[8]
- Åke Pettersson, politiker, bland annat tidigare statssekreterare och partisekreterare Centerpartiet.
- Mats Bjelksjö, företagsledare, tidigare styrelseordförande i Mjölkö Samfällighetsförening.[9][10][11]